# Артан сир Туе
Артан сир Туе (фр. Artannes-sur-Thouet) насеље је и општина у западној Француској у региону Лоара, у департману Мен и Лоара која припада префектури Сомир.
По подацима из 2011. године у општини је живело 426 становника, а густина насељености је износила 64,45 становника/km². Општина се простире на површини од 6,61 km². Налази се на средњој надморској висини од 40 метара (максималној 55 m, а минималној 25 m).

## Демографија
| 1962. | 1968. | 1975. | 1982. | 1990. | 1999. | 2011. |
| ----- | ----- | ----- | ----- | ----- | ----- | ----- |
| 142   | 148   | 162   | 292   | 328   | 399   | 426   |

График промене броја становника у току последњих година